# Невшатель
Невшате́ль (фр. Neuchâtel /nœʃatel/, франкопров. Nôchâthél), Нойенбург (нем. Neuenburg — «новый замок») — город в Швейцарии, на Невшательском озере, административный центр кантона Невшатель.

## География

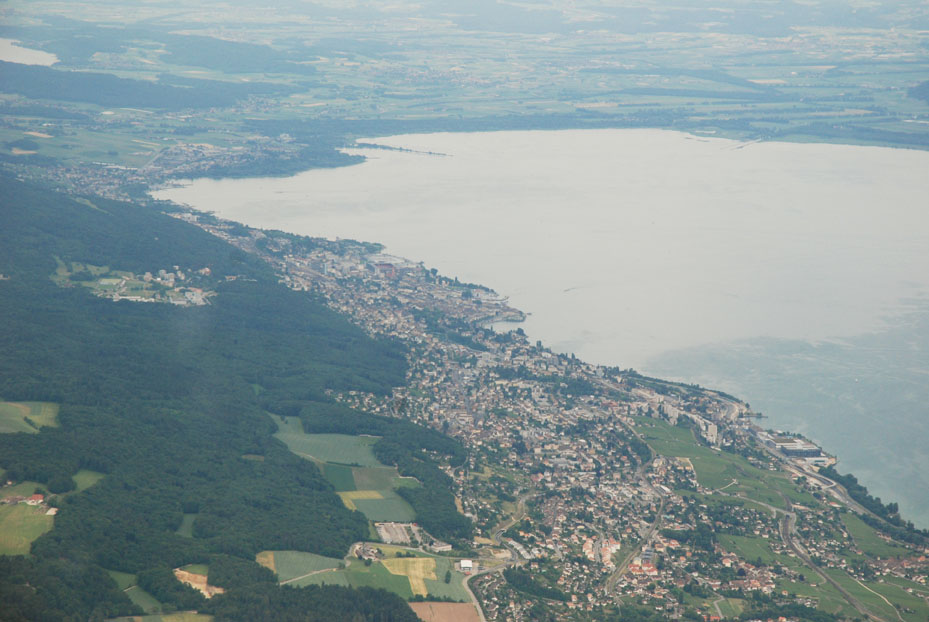
Невшатель с высоты птичьего полёта

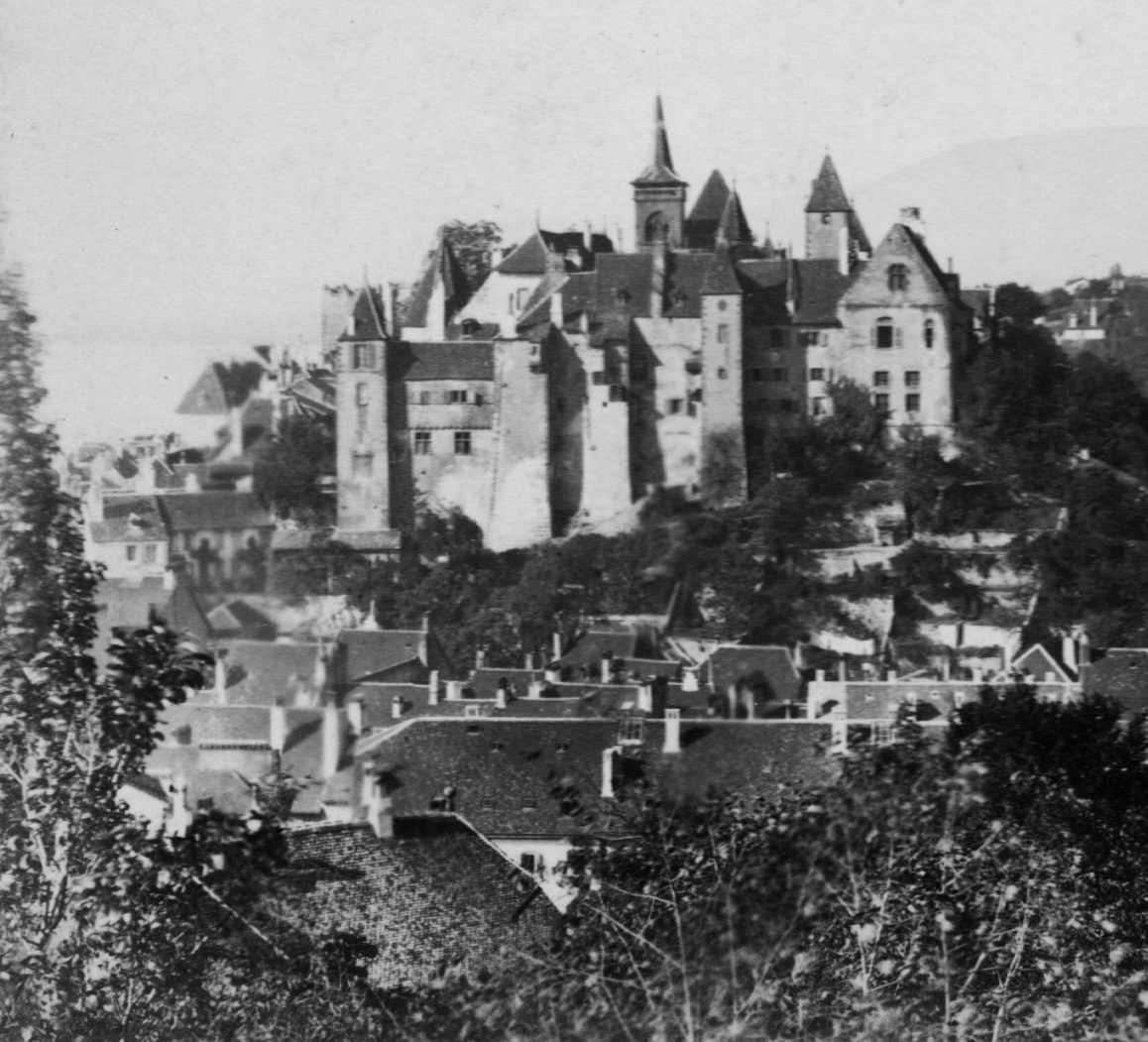
Невшательский замок в 1860 году

Город расположен на северо-западном берегу Невшательского озера, между Мильвинем (фр. Milvignes) и Отривом (фр. Hauterive).

## История
Невшательский замок возник в Средние века как резиденция местных графов, которые с XIV века происходили из числа Урахов и Церингенов. В начале XVI века Невшатель перешёл к Лонгвилям, которые добились его признания княжеством. После смерти Марии Немурской (1707) остро встал вопрос о невшательском наследстве. Пока французские аристократы-католики судились друг с другом по поводу владения княжеством, бюргеры Невшателя, будучи кальвинистами, признали своими государями протестантов — прусских Гогенцоллернов. За исключением краткого периода управления наполеоновским маршалом Бертье, княжество продолжало находиться в личной унии с прусской короной до середины XIX века.
1 января 2021 года в состав Невшателя вошли соседние коммуны Пезё, Корсель-Кормондреш и Валанжен.

## Экономика
Невшатель известен своей часовой и ювелирной промышленностью, а также местной разновидностью фондю — невшательским.
В настоящее время развивается туризм, табачная промышленность, а также некоторые высокотехнологические и винодельческие компании. Также в Невшателе находится небольшой, но достаточно известный университет и Швейцарский центр электроники и микротехнологий (CSEM).

## Население
Население на 31 декабря 2021 года — 44 485 человек, из них 13 961 (31,4 %) — иностранцы.
Населения Невшателя значительно увеличилось в 2021 году, когда в его состав вошли соседние коммуны Пезё, Корсель-Кормондреш и Валанжен
| Коммуна                           | Постоянное население | Постоянное население | Население по переписям | Население по переписям | Население по переписям | Население по переписям | Население по переписям |
| Коммуна                           | 2020                 | 2010                 | 2000                   | 1990                   | 1980                   | 1970                   | 1930                   |
| --------------------------------- | -------------------- | -------------------- | ---------------------- | ---------------------- | ---------------------- | ---------------------- | ---------------------- |
| Невшатель в границах до 2020 года | 33 493               |                      | 32 914                 | 33 579                 | 34 428                 | 38 784                 | 22 668                 |
| Пезё                              | 5796                 |                      | 5387                   | 5139                   | 5212                   | 5578                   | 2694                   |
| Корсель-Кормондреш                | 4754                 |                      |                        |                        |                        |                        |                        |
| Валанжен                          | 526                  |                      |                        |                        |                        |                        |                        |
| Невшатель в границах 2021 года    | 44 531               | 43 806               | 42 615                 | 42 470                 | 43 187                 | 48 091                 | 27 739                 |

## Достопримечательности
В Невшателе находится несколько замечательных музеев, таких как Латениум (фр. Laténium) — археологический музей, специализирующийся на древностях региона (в частности на латенской археологической культуре). Также там находится этнографический музей the MAN; музей искусства и истории, в котором представлены первые программируемые роботы-андроиды, изготовленные швейцарцем Пьером Жаке-Дро (фр. Pierre Jaquet-Droz) между 1770 и 1774 годами; а также музей Естественной истории. С 2000 году в городе открыт Центр Фридриха Дюрренматта (писатель жил в Невшателе с 1952 по 1990 годы), здесь выставлены его картины и рисунки.
Важной достопримечательностью города является крупный дворцово-замковый комплекс.